# 不完全谱系分选
不完全谱系分选（英語：或，常缩写为）也称为不完全谱系分类，指的是祖先基因多态性在后代中随机保留而导致的单个基因位点的系统发生关系与真实的进化历史不一致的现象，在快速的辐射适应中尤为常见。

不完全谱系分选的例子

在多起物种形成事件中长期持续存在的基因多态性可能导致不完全谱系分选，在物种形成事件之后，某些形式的等位基因可能会丢失，而其他的等位基因则会被保留并继续进化，这个丢失与保留的过程是随机的，不同的后代物种可能保留不同的等位基因。在右图的例子中，祖先物种中的基因H0突变形成等位基因H1，基因H因而具有了多态性。在随后的物种形成事件中，后代物种C最先分化出来，其姊妹种继续分化，分化为了物种A与物种B。但是由于基因多态性的随机保留，物种A保留了等位基因H0，丢失了等位基因H1，而物种B与物种C则相反。因此，在使用基因H进行的系统发育分析中，结果将显示物种B与物种C为最接近的姊妹群，因为它们的基因H具有更晚近的最后共同祖先，这显然与真实的进化历史不同。简言之，最相近的物种不一定会继承最相近的基因单倍型。
不完全谱系分选对系统发育研究具有重要意义。由于这种现象，在计算系统发育树时，结果可能与实际的亲缘关系不一致。然而，杂交、基因滲入或水平基因转移等现象也可能会产生类似的现象，不完全谱系分选在许多情况下较难与前述概念区分，但目前已开发了一些方法用于对其进行评估。降低其影响的方案之一是使用多个基因来构建系统发育树，一般而言，使用的基因越多，系统发育的结果就越可靠。
例如，在现代人类（智人）与类人猿的基因组中，多数基因支持黑猩猩属与人属是最近的姊妹群，约有15%的基因支持黑猩猩属与大猩猩属最接近，而还有15%的基因支持大猩猩属与人属最接近。
不完全谱系分选也在语言学上被用于解释语言进化中的非树状现象。